# Fehéroroszország miniszterelnökeinek listája
Ez a lista a Fehérorosz Köztársaság miniszterelnökeit tartalmazza, 1991-es megalakulásától egészen napjainkig.

## Fehéroroszország (1991–napjainkig)
| Portré | Név                                          | Hivatal kezdete      | Hivatal vége        | Fehéroroszország Legfelsőbb Tanácsának elnöke/Fehéroroszország elnöke |
| ------ | -------------------------------------------- | -------------------- | ------------------- | --------------------------------------------------------------------- |
|        | Vjacsaszlav Francavics Kebics (1936–2020)    | 1991. szeptember 19. | 1994. július 21.    | Sztanyiszlav Sztanyiszlavavics Suskevics                              |
|        | Mihail Mikalajevics Csihir (1948–)           | 1994. július 21.     | 1996. november 18.  | Aljakszandr Rihoravics Lukasenka                                      |
|        | Szjarhej Szcjapanavics Linh (1937–)          | 1996. november 18.   | 2000. február 18.   | Aljakszandr Rihoravics Lukasenka                                      |
|        | Uladzimir Vaszilevics Jarmosin (1942–)       | 2000. február 18.    | 2001. október 1.    | Aljakszandr Rihoravics Lukasenka                                      |
|        | Henadz Vaszilevics Navicki (1949–)           | 2001. október 1.     | 2004. július 11.    | Aljakszandr Rihoravics Lukasenka                                      |
|        | Szjarhej Szjarheevics Szidorszki (1954–)     | 2004. július 11.     | 2010. december 28.  | Aljakszandr Rihoravics Lukasenka                                      |
|        | Mihail Uladzimiravics Mjasznyikovics (1950–) | 2010. december 28.   | 2014. december 27.  | Aljakszandr Rihoravics Lukasenka                                      |
|        | Andrej Uladzimiravics Kabjakov (1960–)       | 2014. december 27.   | 2018. augusztus 18. | Aljakszandr Rihoravics Lukasenka                                      |
|        | Szjarhej Mikalajevics Rumasz (1969–)         | 2018. augusztus 18.  | 2020. június 3.     | Aljakszandr Rihoravics Lukasenka                                      |
|        | Raman Aljakszandravics Halovcsenka (1973–)   | 2020. június 3.      | hivatalban          | Aljakszandr Rihoravics Lukasenka                                      |